# Truppenfahne (Waffen-SS)
Zu Beginn des Zweiten Weltkrieges waren die Einheiten der SS-Verfügungstruppe, die Leibstandarte SS Adolf Hitler, die SS-Standarte Germania, die SS-Standarte Deutschland, sowie die SS-Standarte Der Führer mit Truppenstandarten ausgestattet. Im Verlauf des Krieges wurden auf Grund der allgemeinen Anordnung keine neuen Truppenfahnen mehr an militärische Einheiten, somit auch keine an SS-Einheiten ausgegeben. Ausnahmen für diese Regel waren lediglich Fahnen und Standarten für Einheiten der Waffen-SS und für Ausländische Freiwillige der Waffen-SS.
Der größte Teil der Truppenfahnen der Waffen-SS wurde im Zweiten Weltkrieg von der Roten Armee erbeutet und befindet sich heute im Zentralmuseum der russischen Streitkräfte.

## Einheiten der SS-Verfügungstruppe

### Leibstandarte SS Adolf Hitler

Erstes Modell der LSSAH-Standarte

Zweites Modell der LSSAH-Standarte

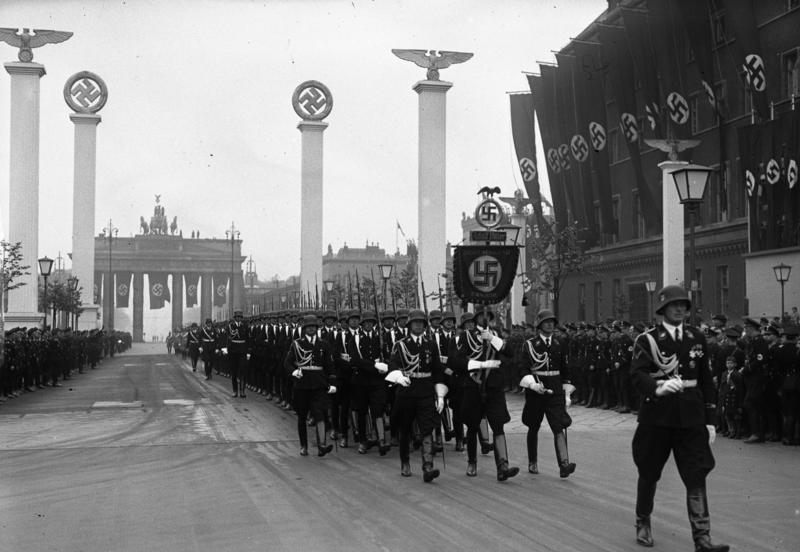
Die erste Version der Standarte, 1939

Die Leibstandarte SS Adolf Hitler, kurz LSSAH oder auch LAH, war ein Adolf Hitler persönlich unterstellter Truppenverband. Bei Beginn des Zweiten Weltkrieges kämpfte die Leibstandarte als motorisiertes Infanterie-Regiment unter Heereskommando. Der Eingliederung in die Waffen-SS 1939 folgte der Ausbau zur Division (9. September 1942 SS-Panzergrenadier-Division; ab Oktober 1943 1. SS-Panzer-Division).
Am 15. August 1938 wurde die „LSSAH“ als stehender militärischer Verband aufgestellt und im September mit den politischen Bereitschaften zur „SS-Verfügungstruppe“ zusammengefasst. Der Leibstandarte wurde bereits im September 1933 während des Parteitags in Nürnberg eine Truppenstandarte überreicht, die der in der SS (und SA) allgemein üblichen Standartenform entsprach. Sie besaß eine Breite von 70 cm bei einer Höhe von 60 cm und war an drei Seiten mit einer schwarz, weiß und roten Einfassung aus Wollfäden verziert. Die Gesamthöhe der Standarte betrug 2,30 Meter. In der Namenskartusche befand sich der Name „Adolf Hitler“.
Am 3. September 1940 – nach der militärischen Niederlage Frankreichs – wurde der Leibstandarte eine neue Standartenversion präsentiert. Während einer Zeremonie im Fort Alvensleben der Festung Metz überreichte der Reichsführer SS Heinrich Himmler die neue Standarte an Oberstgruppenführer Sepp Dietrich, den Kommandeur der Leibstandarte.
Die neue Standarte unterschied sich von der ersten Version vor allem durch die vergoldete Namenskartusche sowie ein verändertes Tuch. Dieses war nun von quadratischer Gestalt mit einer Seitenlänge von vermutlich 70 cm. Es bestand aus karminroter Seide. Im Zentrum der Standarte befand sich eine weiße Scheibe, auf der ein schwarzes Hakenkreuz prangte. Sie war von einem Kranz aus goldfarbenen Eichenblättern umsäumt. In den vier Ecken befand sich je ein goldfarbener NSDAP-Parteiadler. Sämtliche Aufhängungen und Verzierungen waren goldfarben ausgeführt. Die Rückseite der Standarte entsprach der Vorderseite.
Gleichzeitig mit der Einführung einer neuen Regimentsstandarte erhielten die Infanterie-Einheiten der Leibstandarte eine besondere Bataillonsfahne überreicht. Sie entsprach in ihren Abmessungen den allgemeinen Heeres-Bataillonsfahnen und hatte eine Seitenlänge von 125 cm. Das Tuch entsprach in seinem Erscheinungsbild demjenigen der Regimentsstandarte. Auf der linken Seite prangte ein großes, schwarzes Eisernes Kreuz. In den vier Ecken war je ein goldfarbener NSDAP-Parteiadler zu sehen.
Die aus Aluminium bestehende Fahnenspitze war lanzenförmig ausgebildet und trug in ihrem Innern das stilisierte Monogramm „LAH“. Unterhalb der Fahnenspitze war eine Fahnenbanderole angebracht, die in ihrem Aussehen dem Trageband des so genannten „Blutordens“ entsprach. Das Band endete in jeweils einer silberfarbenen Quaste.
Für SS-Artillerie-Einheiten der Leibstandarte wurde ebenfalls eine neue Standarte präsentiert. In ihren Abmessungen entsprach sie denjenigen der allgemeinen Heeres-Standarten. (siehe: Truppenfahne (Wehrmacht)) Ihr Tuch war in der Gestaltung dem Muster der Infanterie-Bataillons-Fahne angepasst.

Infanterie-Bataillons-Fahne (linke und rechte Seite)
Artillerie-Standarte (rechte und linke Seite)

### SS-Standarten Deutschland, Germania und Der Führer
Die Standarten der drei weiteren Einheiten der SS-Verfügungstruppe unterschieden sich von derjenigen der ersten Version der Leibstandarte lediglich durch den Namen in der Namenskartusche. Während die SS-Standarte Deutschland die Standarte auf dem Reichsparteitag im Jahre 1935, die SS-Standarte Germania diese auf dem Parteitag von 1936 überreicht bekam, präsentierte man der SS-Standarte Der Führer diese erst im Jahr 1938, ebenfalls während des Parteitags in Nürnberg. Im Gegensatz zur Leibstandarte SS Adolf Hitler teilte man diesen SS-Standarten jedoch im Verlauf des Krieges keine neuen Standartenmodelle zu.

## Ausländische Freiwilligen-Legionen der Waffen-SS

### Dänische Legion
Bereits innerhalb der ersten Woche nach der deutschen Invasion der Sowjetunion verkündete die dänische Regierung die Aufstellung eines „Frikorps“, das an der Seite der Wehrmacht an der Ostfront kämpfen sollte. Von Anfang an war das „Frikorps Danmark“ als Teil der Waffen-SS geplant. Am 19. Juli 1941 verließen die ersten rund 500 Soldaten Dänemark und wurden nach Hamburg verlegt.
Die Truppenfahne der Dänischen Einheit wurde dieser vermutlich zum Zeitpunkt der Abreise aus Dänemark überreicht. Sie bestand aus der dänischen Nationalflagge (Dannebrog), der in weißen oder gelben Buchstaben die Worte „Frikorps Danmark“ in der linken oberen Ecke hinzugefügt wurden. Die Fahne besaß keine Randverzierungen und war mit 21 Nägeln an einer hölzernen Fahnenstange befestigt. Die Fahnenspitze hatte die Form einer ornamentierten, nicht ausgefüllten Speerspitze.
Als im April/Mai 1943 das „Frikorps Danmark“ in Bayern aufgelöst wurde – die Legion hatte hohe Verluste hinzunehmen – wurden die Überlebenden in ein neues dänisches Korps überführt. Dieses trug den Namen des früheren „Frikorps“ – Kommandanten Christian Frederik von Schalburg und wurde als „Schalburg-Korps“ bezeichnet.
Die Truppenfahne des „Schalburg-Korps“ war einfach strukturiert: Sie bestand aus einem schwarzen Grundfeld (die Maße sind unbekannt) in dessen Zentrum sich ein großes, weißes Hakenkreuz befand. Dessen Schenkel wurden in einer gebogenen Form dargestellt, so dass das Hakenkreuz in einen kreisförmigen Umriss passte. In der linken oberen Ecke befand sich das Staatswappen Dänemarks, bestehend aus einem gelben Schild (ohne Krone) auf dem sich drei blaue, gekrönte Löwen befanden. Über den gelben Schild verteilt waren neun rote Herzen zu sehen.

### Estnische Legion

Fahne der Estnischen Legion (Rückseite)

Am 28. August 1942, dem ersten Jahrestag der Besetzung der estnischen Hauptstadt Tallinn durch die deutsche Wehrmacht, verkündete der deutsche Generalkommissar für Estland, Litzmann, dass Freiwillige für eine „Estnische Legion“ benötigt werden, die die deutschen Truppen beim Kampf an der Ostfront unterstützen sollten. Auf Grund der hohen Resonanz konnten bald drei Bataillone aufgestellt und in das deutsche Trainingslager bei Debica in Polen verlegt werden. Diese wurden zum „1. Estnischen SS-Freiwilligen-Grenadier-Regiment“ zusammengefasst.
Von diesem Regiment ist bekannt, dass es eine Truppenfahne besaß, die noch heute im „Estnischen Archiv“ in Lakewood, New Jersey, USA, aufbewahrt wird. Die Fahne besaß zwei unterschiedliche Seiten. Die Rückseite zeigte die estnische Nationalflagge in den Farben blau-schwarz-weiß, in deren Zentrum – etwas nach oben versetzt – sich das Staatswappen Estlands befand. Dieses war beidseitig mit einem Zweig aus goldfarbenen Eichenblättern umsäumt. Die Fahne war an drei Seiten mit einer gold- (oder silber-) farbigen Einfassung aus Fransen verziert. Die Fahnenstange endete mit einer einfachen, schmalen, vierkantigen Speerspitze. Unterhalb dieser Spitze war eine doppelte Fahnenschnur angebracht, die in an ihrem Ende zwei Quasten trug. Anders als bei anderen Flaggen üblich hing diese nicht frei, sondern war längs der Fahnenstange fest mit dieser verbunden.
Die Vorderseite der Fahne besaß ein schwarzes Grundfeld. Im Zentrum dieses Feldes war ein Emblem abgebildet, das die Estnische Legion repräsentieren sollte, ein gepanzerter, abgewinkelter Arm, der in seiner Hand ein gezogenes Schwert hielt. Oberhalb der Armbeuge befand sich der Buchstabe „E“, was für „Estland“ stand und in ähnlicher Weise auf den Kragenspiegeln der estnischen SS-Einheiten zu finden war. Links und rechts von dem abgewinkelten Arm befanden sich die Buchstaben „E“ beziehungsweise rechts „L“, was für „Eesti Leegioni“, also „Estnische Legion“ stand. Das zentrale Emblem umsäumten grüne Pinienzweige, die silberfarben ausgearbeitet waren. Am unteren Ende der Fahne befanden sich die Worte: „1. GREN.RÜGEMENT“ (1. Grenadier Regiment).

### Flämische Legion

Truppenfahne der Flämischen Legion

Als Hitler im Juni 1941 die Sowjetunion überfiel, waren viele der Freiwilligen im Regiment Nordwest bereit, einer neu geschaffenen „Flämischen Legion“ beizutreten, die an der Ostfront kämpfen sollte. Ursprünglich trug diese Legion eine Vielzahl deutscher Bezeichnungen. So wurde sie als Verband Flandern, Landesverband Flandern, Bataillon Flandern und schließlich im September 1941 als Freiwilligen Legion Flandern bezeichnet. Am 6. August 1941 paradierte das erste Kontingent der flämischen Freiwilligen durch Brüssel, wo es am Palais de Beaux-Arts ihre Truppenfahne überreicht bekam.
Die Ausmaße dieser Fahne sind nicht genau überliefert, wobei sie doch recht groß war. Das Fahnentuch war leuchtend gelb gefärbt und zeigte im Zentrum einen schwarzen, aufrecht laufenden Löwen von Flandern. Den Ursprung dieses Löwen kann man bis zum Jahr 1164 zurückverfolgen. Zu diesem Zeitpunkt zierte er den Schild von Philip d’Alsace, einen Grafen aus Flandern, der im Jahr 1191 starb. Bekannt ist, dass ein solcher Schild während des Dritten Kreuzzugs im Jahre 1189 mitgeführt wurde.
Die Fahne war an drei Seiten mit einer Verzierung aus schwarzen und gelben Fransen eingefasst. Am oberen und unteren Rand waren 18 schwarze Bereiche zu sehen, während es am „fliegenden Ende“ 16 waren.
Die Fahne war an der Bambustange mit fünf weißen oder hellgelben Schlaufen befestigt, die vermutlich einzeln an der Fahnenstange angenagelt waren.
Die Spitze der Fahnenstange hatte die Form einer kleinen Hellebarde.

### Finnische Legion

Fahne der „Finnischen Legion“

Am 15. Oktober 1941, einen Monat nachdem das Finnische SS-Freiwilligen-Bataillon „Nordost“ in „Finnisches Freiwilligen-Bataillon der Waffen-SS“ umbenannt worden war, wurde diese Einheit mit einer Truppenfahne ausgestattet. Diese wurde durch den finnischen Militärattaché in Berlin, Oberst Walter Horn, in Groß Born übergeben. Horn war während des Ersten Weltkriegs Mitglied des „Finnischen Jägerbataillons“.
Die Fahne bestand aus der finnischen Nationalflagge in quadratischer Form, einem hellblauen Kreuz auf weißem Grund. Im Zentrum der Fahne befand sich ein rotes, gelb gesäumtes Quadrat auf dem der gelb gefärbte „Löwe von Finnland“ prangte. Er lief aufrecht, war gekrönt und hielt in seiner rechten Vorderpfote ein silbernes Schwert, während er auf dem silberfarbenen russischen „Scimitar“ trampelte. Im Zentrum jeder der vier Ecken der Fahne befand sich ein Emblem. Oben links waren es silberne SS-Runen, die auf einem schwarzen Feld saßen. In der rechten oberen Ecke war das „Finnische Freiheitskreuz“ zu sehen. Unten rechts befand sich das „Finnische Jäger-Kreuz“ des Königlich Preußischen Reserve-Jäger-Bataillons Nr. 27. Die linke untere Ecke zeigte eine Darstellung des deutschen Eisernen Kreuzes. Drei Seiten der Fahne waren mit silberfarbenen Fransen verziert. Die vierte war an einer schwarz polierten Fahnenstange befestigt, die an ihrer Spitze einen goldfarbenen finnischen Löwen – in gleicher Art wie im Zentrum der Fahne – zeigte. Ob die Fahne nach Auflösung des Bataillons im Juni 1943 weiterhin innerhalb der finnischen Armee Verwendung fand, ist unbekannt.

### Lettische Legion
Die lettische Teilnahme am Kampf an der Ostfront bestand im Wesentlichen aus Polizei-Bataillonen, die im Laufe des Krieges zu Regimentern aufgewertet wurden. Schon bald, nachdem die Rote Armee aus Lettland verdrängt war, begann die deutsche Militärführung mit der Entwaffnung der lettischen antisowjetischen Partisanenverbände und überführte die Angehörigen in Freiwilligen-Polizei-Einheiten, die unter deutschem Kommando standen. Ursprünglich für den Einsatz auf lettischem Boden vorgesehen, wurden diese Einheiten zu Beginn der sowjetischen Winteroffensive im Jahr 1941/1942 auch zum Kampfeinsatz an die Front verlegt.
Lettische Einheiten führten eine Truppenfahne mit sich, die im Wesentlichen aus der lettischen Nationalflagge bestand, die mit zwei dunkelkarminroten und einem in der Mitte befindlichen weißen Streifen belegt war. Die Fahne war an einer Fahnenstange befestigt, die in einer einfachen, eventuell goldfarbenen Speerspitze endete.

### Norwegische Legion

Fahne der Norwegischen Legion

Am 29. Juni 1941, gerade eine Woche nach der deutschen Invasion der Sowjetunion, verkündete der Reichskommissar für Norwegen, Josef Terboven, dass die Aufstellung einer „Norwegischen Legion“ vorbereitet werde. Schon bald konnten aus zwei Regimentern, dem Viken 1. Regiment, dem Viking 7. Regiment sowie einer größeren Anzahl Soldaten der Norges-SS eine Freiwilligen-Legion zusammengestellt werden, die den offiziellen Namen Freiwilligen-Legion „Norwegen“ trug. Diese schließlich zwei Bataillone umfassende Einheit hatte ihren ersten Einsatz im Februar 1942 an der Ostfront. Das erste der Bataillone trug den Titel „Viken“ zur Erinnerung an die ursprünglichen Freiwilligen des 1. Hird-Regiments.
Weitere intensive Rekrutierungsbemühungen führten im Sommer des Jahres 1942 zur Aufstellung von zwei weiteren Kompanien, wobei eine im Wesentlichen aus Angehörigen des norwegischen Arbeitsdienstes und die andere aus Angehörigen der Polizei bestand. Die Polizeikompanie unter dem Kommando von Jonas Lie ergänzte im September 1942 die Norwegische Legion bei Leningrad.
Im März 1943 wurden die Reste der durch große Verluste im Wesentlichen vernichteten Norwegischen Legion von der Front abgezogen. Sie wurde schließlich am 20. Mai 1943 offiziell wieder aufgelöst.
Eine zeitlich nicht näher einzuordnende Flagge bestand aus der norwegischen Nationalflagge, die in einem Bogen angebracht die Worte „DEN NORSKE LEGION“ zeigte. Diese waren gelb und im oberen Teil des Tuches aufgebracht. Zeitgenössische Abbildungen lassen darauf schließen, dass die Flagge ursprünglich eine gewöhnliche Nationalflagge war, die zusätzlich mit der erwähnten Aufschrift sowie einer goldfarbenen Fahnenbanderole mit zwei Quasten ausgestattet wurde. Die Fahnenspitze war in ihrer Form einer goldfarbenen Lanzenspitze nachempfunden.
Die Fahne des 1. „Viken-Bataillons“ der Norwegischen Legion zeigte auf rotem Grund einen aufrecht gehenden, goldfarbenen gekrönten Löwen, der in seinen Vorderpfoten die goldfarbene Streitaxt des Heiligen Olaf hielt. Dieser war als ehemaliger norwegischer König der Schutzpatron des Landes und starb im Jahr 1030. Unterhalb des Löwen standen in goldfarbenen Buchstaben die Worte „VIKEN BATALJON“. Das fliegende Ende der Fahne war V-förmig ausgeschnitten. Die Rückseite der Fahne unterschied sich etwas von der Vorderseite: Dort war das Motto „Alt for Norge“ (Alles für Norwegen) sowie die Daten von fünf Schlachten aufgebracht, die von norwegischen Streitkräften in den Jahren zwischen 1808 und 1814 geschlagen worden waren. Die Fahnenspitze war einer einfachen Lanze nachempfunden, die wohl aus einem goldfarbenen Material bestand. Nicht ganz klar ist die Größe der Fahne, obwohl vermutet wird, dass sie etwa 70 cm hoch und 85 cm breit war.
Im September oder Anfang Oktober 1942 wurde die erste von vier Polizeikompanien mit einer Truppenfahne ausgestattet. Diese wurde ihr von Vidkun Quisling vor ihrem Abmarsch nach Deutschland überreicht. Die Fahne bestand aus rotem Grundtuch auf dem in gelber Farbe die Worte „POLITIKOMPANIET“ sowie „DEN NORSKE LEGION“ aufgebracht waren. Das zentrale Emblem der Fahne bestand aus einem stilisierten Adler – wohl dem deutschen Adler nachempfunden – der in seinen Fängen das Symbol des „Sonnenkreuzes“ hielt. Dieses Kreuz wurde in vielen Varianten von Quislings „Nasjonal Samling“ – Bewegung verwendet. Das Sonnenkreuz war an beiden Seiten von je zwei Eichenzweigen eingefasst. Gesäumt wurde die Fahne an drei Seiten von goldfarbenen Fransen. Die vierte Seite war mit 17 Nägeln an einer Holzstange befestigt, die in ihrer Spitze lanzenförmig endete. Unterhalb dieser Spitze war eine goldfarbenen Fahnenbanderole mit insgesamt zwei Quasten angebracht.
Sicher ist, dass auch die zweite Polizeikompanie mit einer Fahne ausgestattet wurde, die sich lediglich in der Aufschrift „2 POLITIKOMPANIET“ von derjenigen der ersten Kompanie unterschied. Es ist sehr wahrscheinlich, dass die dritte und vierte Kompanie ebenfalls Fahnen dieses Musters überreicht bekam.

### Wallonische Legion

Wallonische Legion (Übersicht)
Erste Legionsfahne 1941–1942
Kompaniefahne ab 1942
Wimpel der Stabskompanie ab 1942
Wimpel der Stabsbrigade ab 1942

Die ersten 800 Freiwilligen, die in der „Wallonischen Legion“ Dienst taten, verließen Brüssel am 8. August 1941. Unter der Bezeichnung Wallonisches Infanterie Bataillon Nr. 373 – das streng genommen direkt der Wehrmacht unterstellt war – und während einer letzten Parade vor dem Abmarsch nach Polen wurde der Einheit unter dem Kommando von Léon Degrelle eine besondere Truppenfahne überreicht. Sie war quadratisch geformt, von schwarzer Grundfarbe und besaß eine Seitenlänge von 110 cm. Im Zentrum des Fahnentuchs befand sich ein rotes Schrägkreuz, das eine stilisierte Version des Burgunderkreuzes darstellen sollte. Die Wahl der Farben von Schwarz und Rot war offenbar durch die Farben der faschistischen Rex-Partei, deren Vorsitzender Degrelle war, beeinflusst. Deren Mitglieder trugen schwarze Uniformen und dunkelrote Parteiabzeichen. Auch die Parteifahne zeigte diese Farben. In Verbindung mit der goldfarbenen Fransenverzierung stimmten alle drei Farben aber auch mit der belgischen Nationalflagge überein. Die 2 Meter hohe Fahnenstange, deren Spitze lanzenförmig ausgebildet war, bestand aus Bambusrohr. Unterhalb der Fahnenspitze war eine Fahnenbanderole in den Nationalfarben Belgiens, Schwarz, Gelb und Rot befestigt.
Neue Fahnen und Wimpel wurden der Einheit am 10. März 1942 übergeben. Nachdem die Angehörigen des Bataillons am 1. Juni 1943 als SS-Sturmbrigade Wallonien in die Waffen-SS überführt worden waren, behielt man diese Fahnen und Wimpel bei. Insgesamt wurden acht Kompaniefahnen und zwei Wimpel, je einer für die Stabsbrigade sowie einer für die Stabskompanie, präsentiert.
Obwohl alle acht Kompaniefahnen individuell angefertigt worden waren, unterschieden sie sich im Wesentlichen lediglich durch die Kompanienummer. Jede Fahne hatte eine Höhe von 70 cm bei einer Breite von 82 cm. Sie war von weißer Grundfarbe und trug im Zentrum ein großes, gezacktes Schrägkreuz. Im unteren Bereich der Fahne befand sich ein gepanzerter rechter Arm, der aus einer hellblauen Gewitterwolke hervortrat. Die Hand fasste ein aufrecht stehendes Schwert. Oberhalb des Arms stand der Name der Kompanie in goldfarbenen bogenförmigen Buchstaben. Die Fahne war an drei Seiten mit einer goldfarbenen Fransenverzierung eingefasst. Die Fahnenstange bestand aus braunem Holz und endete in ihrer Spitze mit einer Darstellung einer historischen Waffe. Diese Waffenspitzen waren ganz unterschiedlich gestaltet und zeigten etwa Lanzen und die verschiedensten Hellebarden-Formen. Unterhalb der Fahnenspitze war je eine Banderole in den belgischen Nationalfarben Schwarz, Gelb und Rot angebracht. Sie besaßen eine Länge von etwa 140 cm und endeten jeweils in einer zur Farbe korrespondierenden Quaste. Das zentral angebrachte rote Schrägkreuz stand nicht nur für die „Rexistische Bewegung“, sondern symbolisierte auch ein gekreuztes Paar Baumäste. Es wurde historisch gesehen mit Burgund in Verbindung gebracht, dessen Schutzheiliger der Apostel und Märtyrer St. Andreas war (Andreaskreuz). Der gepanzerte Arm, die Wolke und das Schwert wurden als Symbol weitgehend im 16. und 17. Jahrhundert gebraucht, oft als Repräsentation des rächenden rechten Arms Gottes.
Die Wimpel für die Stabsbrigade und die Stabskompanie waren ähnlich gestaltet. Ihre Höhe betrug jeweils 110 cm bei einer größten Breite von 150 cm. Sie waren an einer 230 cm hohen Wimpelstange befestigt, die an ihrem Ende die Spitze einer mittelalterlichen Waffe zeigte. Beide Wimpel bestanden vermutlich aus weißer Seide und waren am Rand mit einer goldfarbenen, gefransten Borte verziert. In das rote „Burgunderkreuz“ war jeweils ein Spruchband eingeflochten.
Der Wimpel für die Stabsbrigade enthielt ein Spruchband mit der Aufschrift Qui s’y Frotte s’y Pique, was übersetzt soviel heißt wie „Wer sich daran reibt, sticht sich daran“. Dieses Motto wurde ursprünglich von Belgiern verwendet, die im Dienst der Kaiserin Maria Theresia standen. Unterhalb der Wimpelspitze war eine aufwändig gestaltete hellblaue Wimpelbanderole befestigt, mit den Aufschriften LEGION VOLONTAIRE WALLONIE beziehungsweise CAMPAGNE D U.R.S.S. 1941–42 an beiden Enden.
Das Spruchband im Wimpel für die Stabskompanie trug die Aufschrift Dur & Pur Rex Vaincra, was übersetzt soviel bedeutete wie „Stark und rein, Rex wird siegen“. Des Weiteren entsprach die allgemeine Gestaltung des Wimpels demjenigen der Stabsbrigade. Lediglich die Aufschrift auf dem Spruchband der Wimpelbanderole lautete CAMPAGNE D U.R.S.S. 1943–44.
Auf zeitgenössischen Abbildungen ist ersichtlich, dass die Wimpelspitze zu unterschiedlichen Zeiten verschiedene Waffensymbole zeigte. Dies lässt den Schluss zu, dass die Wimpelspitze abnehmbar war und jederzeit durch andere Symbole ausgetauscht werden konnte. Offenbar basierten die meisten dieser mittelalterlichen Waffensymbole auf einer Sammlung, die sich im Halletor in Brüssel befand.

## Rechtshinweise
In Deutschland ist die Verbreitung und Darstellung von Symbolen des Nationalsozialismus gemäß §§ 86 f. StGB strafbar.
Verboten ist sowohl das Verbreiten der genannten Kennzeichen als auch das öffentliche Verwenden sowie das Verwenden in einer Versammlung (§ 86a Abs. 1 Nr. 1). Ebenso sind entsprechende Vorbereitungshandlungen, namentlich das Herstellen, das Vorrätighalten sowie das Ein- und Ausführen strafbar (§ 86a Abs. 1 Nr. 2).
Ausgenommen hiervon sind Handlungen der staatsbürgerlichen Aufklärung, der Abwehr verfassungswidriger Bestrebungen, der Kunst oder der Wissenschaft, der Forschung oder der Lehre, der Berichterstattung über Vorgänge des Zeitgeschehens oder der Geschichte oder ähnlicher Zwecke (§ 86a Abs. 3 i. V. m. § 86 Abs. 3 StGB).
Siehe auch: Verwenden von Kennzeichen verfassungswidriger Organisationen